# Ján Krošlák
Ján Krošlák (* 17. Oktober 1974 in Bratislava, Tschechoslowakei) ist ein ehemaliger slowakischer Tennisspieler.

## Karriere
Krošlák feierte zunächst auf der zweitklassigen Challenger Tour Erfolge. Im Einzel gewann er in seiner Karriere zwei Titel. Auf der ATP Tour sammelte er zwischen 1995 und 1997 insgesamt zwei Titel im Einzel und stand außerdem in einem weiteren Final. Im Doppel konnte er ebenfalls einen Titel mit seinem Landsmann Karol Kučera gewinnen. Bei Grand-Slam-Turnieren erreichte er mehrfach die dritte Runde, kam über diese jedoch nie hinaus. Seine höchste Einzelplatzierung in der Weltrangliste erreichte er am 13. September 1999 mit Position 53. Im Doppel erreichte er Rang 215 im Juni 1997.
Im Jahr 1996 nahm er an den Olympischen Sommerspielen in Atlanta teil. Er trat dabei sowohl im Einzel- als auch im Doppelwettbewerb an. Im Einzel traf er in der Auftaktrunde auf den US-Amerikaner MaliVai Washington, dem er glatt in zwei Sätzen unterlag. In der Doppelkonkurrenz unterlag er an der Seite von Karol Kučera den Briten und späteren Silbermedaillengewinnern Tim Henman und Neil Broad mit 3:6, 3:6.
Krošlák bestritt zwischen 1994 und 2002 insgesamt 15 Begegnungen für die slowakische Davis-Cup-Mannschaft. Sowohl seine Einzelbilanz mit 8:4 Siegen als auch seine Doppelbilanz mit 8:5 Siegen ist dabei positiv. Während die Slowakei zu Beginn von Krošláks Karriere noch in der Europa/Afrika-Gruppenzone III spielte, hatten sie sich bis zu dessen Karriereende bis in die Weltgruppe vorangearbeitet.
Im Jahr 2004 beendete Ján Krošlák seine Profikarriere. Seitdem spielt er noch gelegentlich bei Challenger-Turnieren, zuletzt 2015 in Marburg.

## Erfolge
| Legende (Anzahl der Siege)  |
| Grand Slam                  |
| ATP World Tour Finals       |
| ATP World Tour Masters 1000 |
| ATP World Tour 500          |
| ATP World Tour 250 (2)      |
| ATP Challenger Tour (2)     |

### Einzel

#### Turniersiege

##### ATP Tour
| Nr. | Datum            | Turnier  | Belag       | Finalgegner      | Ergebnis  |
| --- | ---------------- | -------- | ----------- | ---------------- | --------- |
| 1.  | 15. Oktober 1995 | Tel Aviv | Hartplatz   | Javier Sánchez   | 6:3, 6:4  |
| 2.  | 2. Februar 1997  | Shanghai | Teppich (i) | Alexander Wolkow | 6:2, 7:62 |

##### Challenger Tour
| Nr. | Datum            | Turnier   | Belag   | Finalgegner     | Ergebnis |
| --- | ---------------- | --------- | ------- | --------------- | -------- |
| 1.  | 5. Dezember 1994 | Perth     | Rasen   | Kent Kinnear    | 6:1, 6:2 |
| 2.  | 13. Februar 1995 | Hambühren | Teppich | Chris Wilkinson | 7:6, 6:3 |

#### Finalteilnahmen
| Nr. | Datum            | Turnier | Belag       | Finalgegner  | Ergebnis      |
| --- | ---------------- | ------- | ----------- | ------------ | ------------- |
| 1.  | 25. Oktober 1998 | Ostrava | Teppich (i) | Andre Agassi | 2:6, 6:3, 3:6 |

### Doppel

#### Finalteilnahmen
| Nr. | Datum            | Turnier | Belag       | Partner      | Finalgegner             | Ergebnis |
| --- | ---------------- | ------- | ----------- | ------------ | ----------------------- | -------- |
| 1.  | 20. Oktober 1996 | Ostrava | Teppich (i) | Karol Kučera | Cyril Suk Sandon Stolle | 6:7, 3:6 |